# Château de l'Ile-du-Gast
 (novembre 2024).
Le château de l'Ile-du-Gast est un ancien château situé à Saint-Fraimbault-de-Prières dans le département français de la Mayenne, à 2 200 mètres au nord du bourg. Il fut occupé par la communauté religieuse de Saint-Georges-de-L'Isle avant de devenir une maison de retraite. Une chapelle jouxte le bâtiment.

## Désignation
- J. de l'Ille, 1311 (Chartrier de l'Ile-du-Gast).
- J. de l'Isle, 1399 (Chartrier de l'Ile-du-Gast).
- Le manoir du lieu de l'Isle, 1509 (Lib. fundat., t. II, p. 400).
- La terre, court, manoir et chapelle de Lisle, 1527 (Cartulaire de Fontaine-Daniel, p. 299).
- L'Isle-du-Gast, château, chapelle (Jaillot).
- L'Isle, châtau et chapelle (Cassini).

## Histoire
Il s'agissait d'un fief mouvant, à foi et hommage simple et sous le devoir censif, de la haute et moyenne justice de Fontaine-Daniel.
Les religieux de l'Abbaye de Fontaine-Daniel possédaient la Mayenne depuis le Pont-Landry, ou du moins à partir du Carrefour des eaux, jusqu'à leur moulin de Grenoux, en Moulay. Quelques fiefs et des droits de pèche abandonnés par eux au seigneur de l'Isle du Gast, le long de ses domaines dans les paroisses de Saint-Fraimbault-de-Prières et de Saint-Loup-du-Gast, relevaient de l'abbaye ; et les possesseurs de la seigneurie de l'Isle ne méconnaissaient pas leurs devoirs de vassalité. Les droits du couvent avaient même été formellement reconnus en 1420.
Un accord des premières années du XVe siècle autorisait aussi le seigneur de l'Ile à pêcher dans la rivière avec filets et autres engins, en face de ses terres.
« « droit de pêcherie en la chaussée de l'Isle, lever et clore quand bon semblera le rifoul appelé le petit rifoul, depuis la chaussée du moulin jusqu'à une autre chaussée au-dessous de la maison de l'Isle, lequel rifoul est defensable à toute personne, nul n'y ayant droit que le seigneur de l'Isle ; droit de pêcherie avec tous filets soit en rifoul et ressort, tout au long des terres, toutes fois et quand bon semblera. »
Un projet d'aveu à Fontaine-Daniel de la fin du XVIIIe siècle contenant un détail plus précis des droits du seigneur de l'Isle »

## Description
Le château, construit de 1626 à 1629, forme une vaste habitation C'est un corps de logis, flanqué aux quatre angles de pavillons sous toits distincts. Le pavillon percé de deux portes ogivales servant de porche pour l'entrée de la cour, faisait partie du manoir antérieur. Le château est  encadré entre la vallée boisée sur le versant de laquelle il est assis, et le lit de la Mayenne. Plusieurs sources découlant des coteaux avaient été captées pour l'usage du château. 
En 1678, Benjamin de l'Isle supprima de l'aveu qu'il rendait à l'abbaye de Fontaine-Daniel le droit de pèche dans la Mayenne ; il désavouait formellement son seigneur et soutenait qu'il ne lui devait pas l'hommage de ce chef. Cette exception ne se trouvant pas justifiée, la confiscation en fut la suite, et Fontaine-Daniel rentra dans la pleine propriété de la rivière.
Le moulin était affermé 67 ₶ en 1567. Le meunier, nommé Pacory, fut assassiné par les républicains en 1793.

## Chapelle
Le 23 juillet 1506, la dame de l'Ile dota, à charge de deux messes, la chapelle déjà construite en l'honneur « de la benoiste saincte Geneviève » ; et la fondation primitive fut doublée le 11 octobre 1532 « en l'honneur de la très haulte et sainte Trinité, de la très digne, douloureuse et angoisseuse Passion de Nostre Saulveur, de la très glorieuse Vierge Marie et de la benoiste saincte, madame saincte Geneviève ». La chapelle fut réconciliée en 1703 (après la période de protestantisme) et le service, qui avait été transféré dans l'église paroissiale, s'y fit de nouveau. Une chapelle a été construite sur l'emplacement de l'ancienne en 1878.

## Protestantisme
Les seigneurs de l'Ile passèrent au protestantisme, dont ils furent dans le pays les représentants principaux. En construisant leur château, ils y ménagèrent, dans le pavillon du bord de la rivière, une grande salle servant de prêche pour avoir en hébergement l'Église réformée de Lassay.
Benjamin de l'Isle fut l'un des plus ardents calvinistes de la région. Outré de sa condamnation sur le sujet du droit de pèche dans la Mayenne qu'il devait à l'Abbaye de Fontaine-Daniel, il se promit de tirer vengeance des moines, s'ils osaient passer sur la rivière devant son château. Quoiqu'il répétât ses menaces à tout venant, elles n'arrêtèrent pas les religieux qui tinrent à établir leur reprise de possession publique de la Mayenne. Il alla jusqu'au crime pour satisfaire sa haine. Il est le père de Benjamin de L'Isle-du-Gast, qui fut évêque de Limoges de 1729 à 1739.
Il n'est pas certain que Benjamin de l'Isle se soit réfugié à l'étranger. Selon toute probabilité, il erra de château en château, caché par ses corréligionnaires protestants, pendant plusieurs années. Sa propriété de l'Isle fut, durant trois ans, occupée à ses frais par les dragons du roi. Enfin on l'arrêta ; mais il eut de puissants protecteurs à la cour ; et, malgré l'assassinat prémédité du moine de Fontaine-Daniel et sa participation dans le calvinisme, put recouvrer la liberté en 1690.

## Propriétaires
Le château fut construit de 1626 à 1629 pour la famille de l'Ile qui le conserva  jusqu'au XVIIIe siècle. Il passa ensuite à la famille d'Héliand par sucession de Catherine-Anne de l'Ille qui le légua à Renée-Augustine-Élisabeth de Juigné, sa cousine, épouse de Pierre-Philippe d'Héliand.
Catherine d'Héliand, Filles de la charité de saint Vincent de Paul y fonda  en 1884 la Communauté religieuse de Saint-Georges-de-L'Isle, un asile pour les orphelins. 
En octobre 1875, les Filles de la Charité prennnt officiellement possession du domaine de l'Ile-du-Gast, qui a pris le nom de Saint-Georges-de-l'Isle, en référence  à Georges d'Héliand, tué à la bataille de Castelfidardo en 1860.